# Aixurnirari II
Aixurnirari II o Aššur-nirari II va ser rei d'Assíria. Va pujar al tron en data incerta doncs la manca de la duració de dos regnats anteriors permet jugar amb un marge de 40 o 50 anys. En la cronologia llarga hauria regnat entre el 1460 aC i el 1435 aC. Segons la cronologia mitjana del 1435a aC al 1410 aC, i en la curta del 1425 aC al 400 aC aproximadament. Una llista reial li assigna 7 anys i una altra 9.
Segons la Llista dels reis d'Assíria era fill d'Enlilnasir II al que hauria succeït a la seva mort natural i va regnar durant set anys. Però tres altres referències (genealogies reials) el fan fill d'Aixurrabi I i, per tant, germà d'Enlilnasir II. En aquell temps Assur era vassall de Mitanni.
Segons la Llista dels reis, el va succeir el seu fill Aixurbelnixeixu.